# Sous-district de Dongsi
Le sous-district de Dongsi (chinois : 东四街道 ; pinyin : Dōngsì jiēdào) est une subdivision du district de Dongcheng, dans le centre de Pékin, en Chine.

## Communautés résidentielles
Le sous-district de Dongsi est divisé en huit communautés résidentielles (chinois : 社区 ; pinyin : shèqū).
| Nom        | Chinois    | Pinyin           | Population | Superficie (km²) |
| ---------- | ---------- | ---------------- | ---------- | ---------------- |
| Nanmencang | 南门仓社区 | Nánméncāng shèqū |            |                  |
| Qitiao     | 七条社区   | Qītiáo shèqū     |            |                  |
| Ertiao     | 二条社区   | Èrtiáo shèqū     |            |                  |
| Wutiao     | 五条社区   | Wǔtiáo shèqū     |            |                  |
| Liutiao    | 六条社区   | Liùtiáo shèqū    |            |                  |
| Douban     | 豆瓣社区   | Dòubàn shèqū     |            |                  |
| Batiao     | 八条社区   | Bātiáo shèqū     |            |                  |
| Zongyuan   | 总院社区   | Zǒngyuàn shèqū   |            |                  |
|            |            | Total            | 43 200     | 1,53             |